# Grégoire Colin
Grégoire Colin (27 de julho de 1975) é um ator francês.